# Indian Rock Shelter
 (juin 2020).
 (juillet 2025).
Si vous disposez d'ouvrages ou d'articles de référence ou si vous connaissez des sites web de qualité traitant du thème abordé ici, merci de compléter l'article en donnant les références utiles à sa vérifiabilité et en les liant à la section « Notes et références ».
L'Indian Rock Shelter est un abri sous roche américain situé dans le comté d'Eddy, au Nouveau-Mexique. Autrefois utilisé par des Nord-Amérindiens dont on a retrouvé des artéfacts, il est protégé au sein du parc national des grottes de Carlsbad.